# آمیرا دستور
آمیرا دستور (Amayra Dastur؛ زاده ۷ مارس سال ۱۹۹۳) یک بازیگر هندی است. اولین فیلم بالیوود او  Issaq بوذ که مقابل Prateik Babbar به ایفای نقش پرداخت. او زندگی حرفه‌ای خود را در سن ۱۶ سالگی به عنوان مدل در آگهی‌های بازرگانی از جمله داو (لوازم آرایشی)، وودافون و میکرو ماکس آغاز کرد. او در فیلم تخیلی آقای ایکس ساخته ویکرام بات در کنار عمران هاشمی دیده می‌شد. او همچنین در یک فیلم تامیل به نام آنگان در کنار دنوش برنده جایزه ملی به ایفای نقش پرداخت و نامزد جایزه فیلم بین‌المللی جنوب هند (SIIMA) در بخش بهترین بازیگر نقش اول زن تامیل شد.

## زندگی و حرفه
آمیرا دستور یا امی دستور در ۷ مارس سال ۱۹۹۳ زاده شد. تحصیلات خود را در کلیسای جامع و مدرسه جان کانن آغاز کرد. تحصیلات دوره متوسطه خود را در یک مدرسه بین‌المللی شروع کرد اما تحصیل را به دنبال بازیگری رها کرد. دستور از پارسیان هند است و به زبان انگلیسی، فرانسوی و گجراتی در خانه صحبت می‌کند. او در حال حاضر مشغول به تحصیل در دانشگاه منابع انسانی بمبئی است. او کار خود را به عنوان یک مدل در آگهی‌های بازرگانی آغاز کرد.
دستور اولین نقش خود در سینمای هند را در فیلم عاشقانه درام مانیش تیواری به نام اسحاق در کنار پراتیک بابار بازی کرد.
او اولین پروژه بین‌المللی خود را در فیلم کونگ فو یوگا در کنار جکی چان به پایان رساند که در تاریخ سوم فوریه ۲۰۱۷ در هند منتشر شد. او همچنین در فیلمی برای اودی اودی اوژایکانوم به ایفای نقش سانتانام پرداخت. او در فیلم کالاکندی هم بازی کرده‌است.
| سال  | فیلم               | نقش                                    | زبان          | یادداشت                                                                     |
| ---- | ------------------ | -------------------------------------- | ------------- | --------------------------------------------------------------------------- |
| ۲۰۱۳ | اسحاق              | باچی کاشیاپ (ژولیت)                    | هندی          |                                                                             |
| ۲۰۱۵ | مردی با چندین سایه | مادومیتا/ سامودرا/ شنباگاوالی/ کالیانی | تامیل         | نامزد جایزه فیلم بین‌المللی جنوب هند (SIIMA)؛ بهترین بازیگر نقش اول زن تامیل |
| ۲۰۱۵ | آقای ایکس          | سیا ورما                               | هندی          |                                                                             |
| ۲۰۱۷ | کونگ فو یوگا       | آشمیتا                                 | ماندارین هندی |                                                                             |
| ۲۰۱۸ | کالاکندی           | نها                                    | هندی          |                                                                             |
| ۲۰۱۸ | برنج و لوبیا       |                                        | هندی          |                                                                             |
| ۲۰۱۹ | مگه دیوانه‌ای       |                                        | هندی          |                                                                             |